# Caetés I
Caetés I é um bairro do município de Abreu e Lima, em Pernambuco e é composto basicamente por residências e pequenos comércios.

## Estação Ecológica
No bairro fica localizada a Estação Ecológica de Caetés (Esec-Caetés), que iria se tornar um aterro sanitário, mas, graças ao empenho da Comunidade de Caetés I, de associações ambientalistas e de outras entidades, a obra foi embargada na década de 1980. 